# Кедр

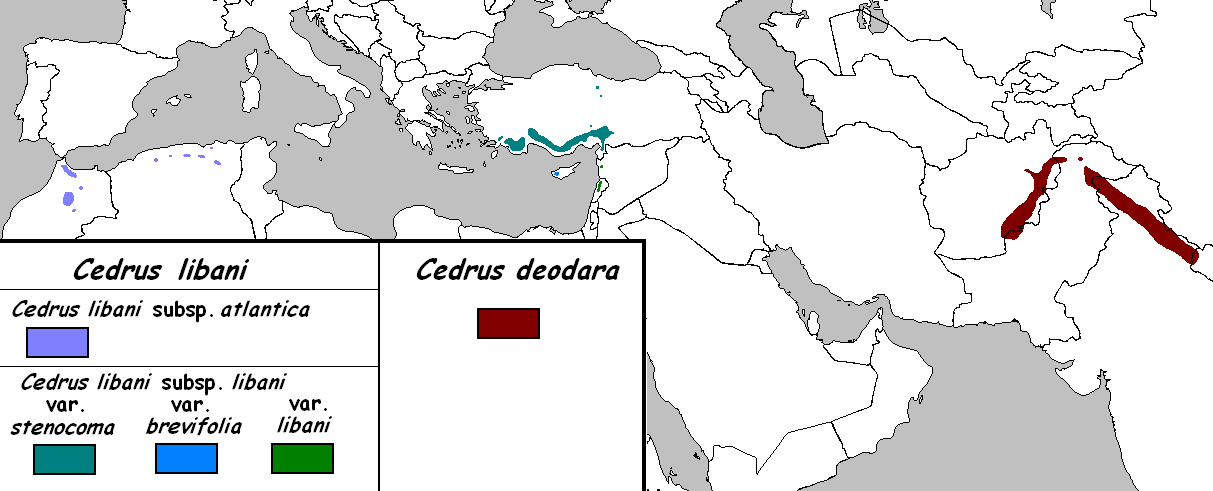
Мапа поширення кедру

Кедр (Cedrus) — рід класу хвойних (Coniferopsida або Pinopsida) родини соснових (Pinaceae), найбільш пов'язаний з ялицею (Abies).
Головними районами поширення кедра є Середземномор'я (висоти 1000—2200 м над рівнем моря) та Гімалаї (1500-3200 м над рівнем моря).

## Класифікація
За прийнятою класифікацією рід поділяється на два види рослин, що разом складаються з 5 підвидів:
- Гімалайський кедр (Cedrus deodara)
- Ліванський кедр (Cedrus libani)
  - Атласький кедр (Cedrus libani var. atlantica)
  - Ліванський кедр (Cedrus libani var. libani)
  - Кіпрський кедр (Cedrus libani var. brevifolia)
  - Турецький кедр (Cedrus libani var. stenocoma)

За старішою класифікацією ці підвиди часто вважалися окремими видами.

## Опис

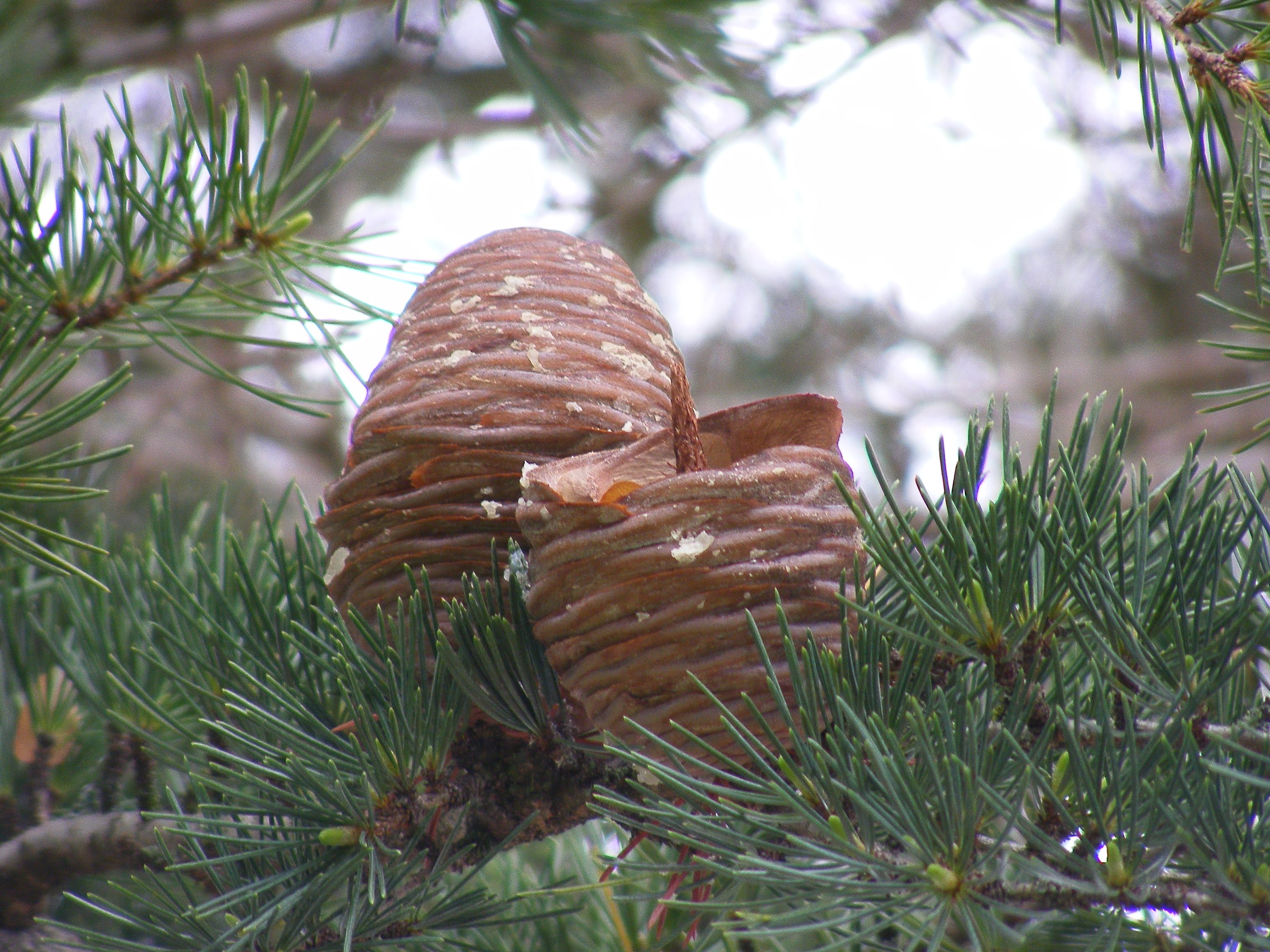
Хвоя і шишки гімалайського кедра

Кедр — дерево висотою зазвичай до 30-40 м, інколи до 60 м, з деревиною з характерним пряним запахом, товстою зморщеною корою та розкидистими однорівневими гілками. Гілки кедра диморфні, довгі гілки формують більшу частину крони, тоді як короткі гілки містять практично все листя.
Листя — хвоя, вічнозелена, 8-60 мм завдовжки, розташоване довгою спіраллю на довгих гілках або щільними кластерами по 15-45 мм на коротких. Колір листя — від яскраво-зеленого до темно-зеленого або блідо-зеленого кольору, залежно від товщини шару кутикули. Шишки (стробіли) з насінням — діжкоподібні, 6-12 см завдовжки, 3-8 см завширшки, спочатку зелені, при визріванні — сіро-бурі; після визрівання вони (подібно до ялиці) розпадаються на крилаті насінини.
Насінини 10-15 мм завдовжки, з крилами 20-30 мм, як і насіння ялиці містять 2-3 бульбашки смоли з неприємним смаком, що захищають насіння від споживання їх насінеїдними гризунами — вивірками та бурундуками. Визрівання шишок триває близько 1 року, запилення відбувається восени. Шишки з пилком (мікростробіли) тонкіші, 3-8 см завдовжки, утворюються улітку та визрівають восени.

## Кедри в Україні
Клімат України надто суворий для зростання справжніх кедрів. Однак у Нікітському ботанічному саду можна побачити чотири види/підвиди кедрів: гімалайський, атласький, кіпрський і ліванський.
Українською мовою кедрами також інколи, не зовсім правильно, називають деякі рослини роду сосна, одна з яких — сосна кедрова — росте в Карпатах, інші ростуть у ботанічних садах:
- європейський кедр (сосна кедрова європейська, Pinus cembra)
- сибірський кедр (сосна кедрова сибірська, Pinus sibirica)
- корейський кедр (сосна кедрова корейська, Pinus koraiensis)
- сланкий кедр (Pinus pumila) — сосна сланка, північний сосновий стелюх, поширений у полярних районах.

Всі ці сосни у їхніх шишках ховають між лусками невеликі їстівні горішки, які називають «кедровими горішками».

## Цікаві факти
- Ліванський кедр — один із символів Лівану. Він зображений на прапорі і гербі країни
- У далекому минулому справжні кедри займали значні площі, але з часом вони були майже повністю знищені. Майже 3000 років тому цар Соломон наказав заготувати в Лівані кедри для будівництва свого палацу і храмів. Для цього він послав на заготівлю деревини 80 000 чоловік. З того часу ліванські кедри продовжують знищувати. Тепер в Лівані залишилося близько 400 дерев кедра — невеличкий гайок площею 2 га.[4]
- Деревина кедра і кедрова олія є природними репелентами для молі, тому деревина кедра часто використовується для виготовлення шаф, у яких безпечніше зберігати вироби з вовни[5].
- Сибірський кедр (Pinus sibirica) та корейський кедр (Pinus koraiensis) насправді є соснами, хоча й утворюють з кедрами одну родину.
- За назвою рослини своє ім'я отримало давньогрецьке місто Кедрії на однойменному острові у Керамічній затоці в Карії (нині острів Седир в затоці Гекова, Туреччина).
- На честь нього названо астероїд, відкритий 16 серпня 1990 року.

## Галерея

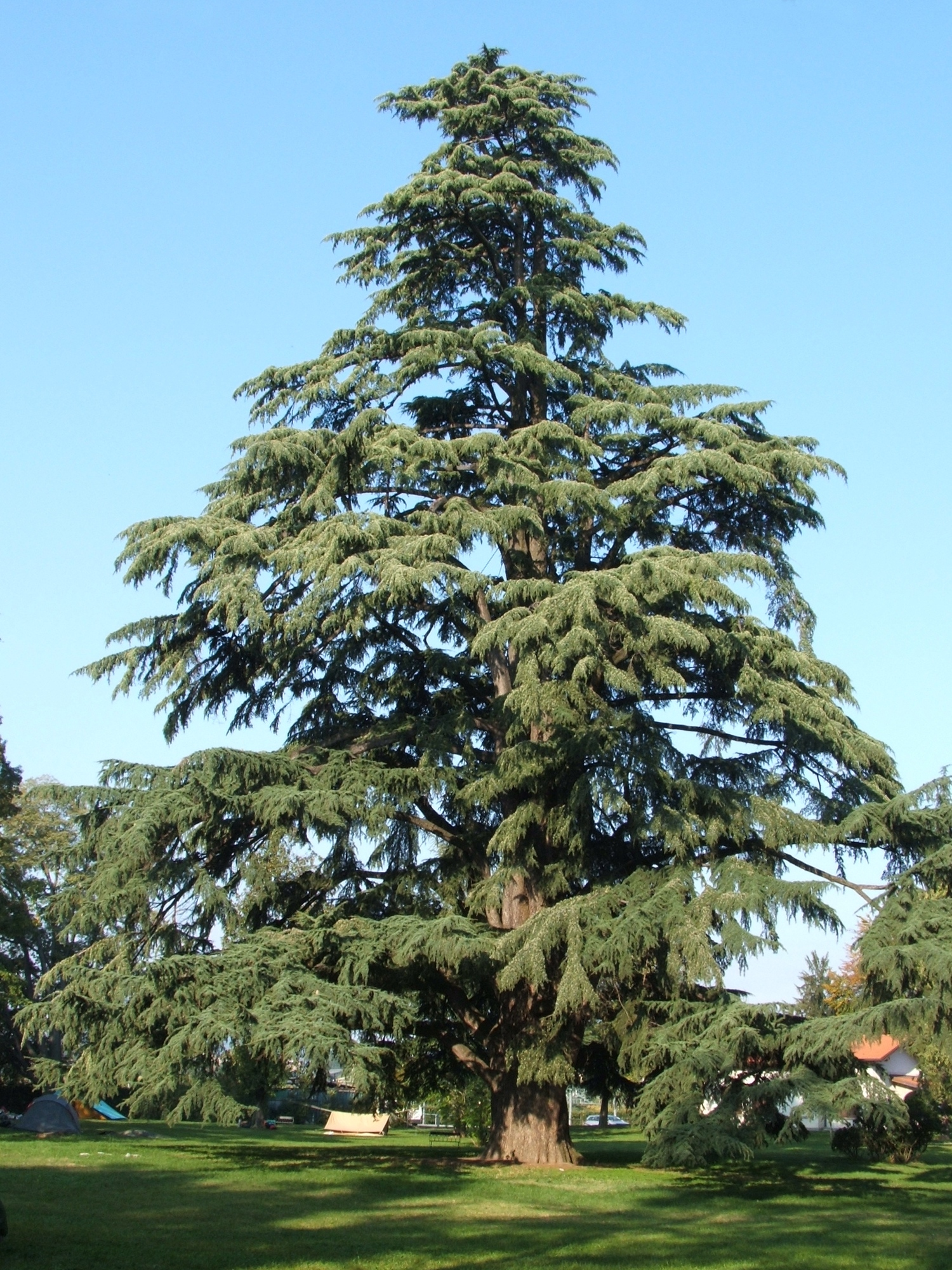
Кедр гімалайський
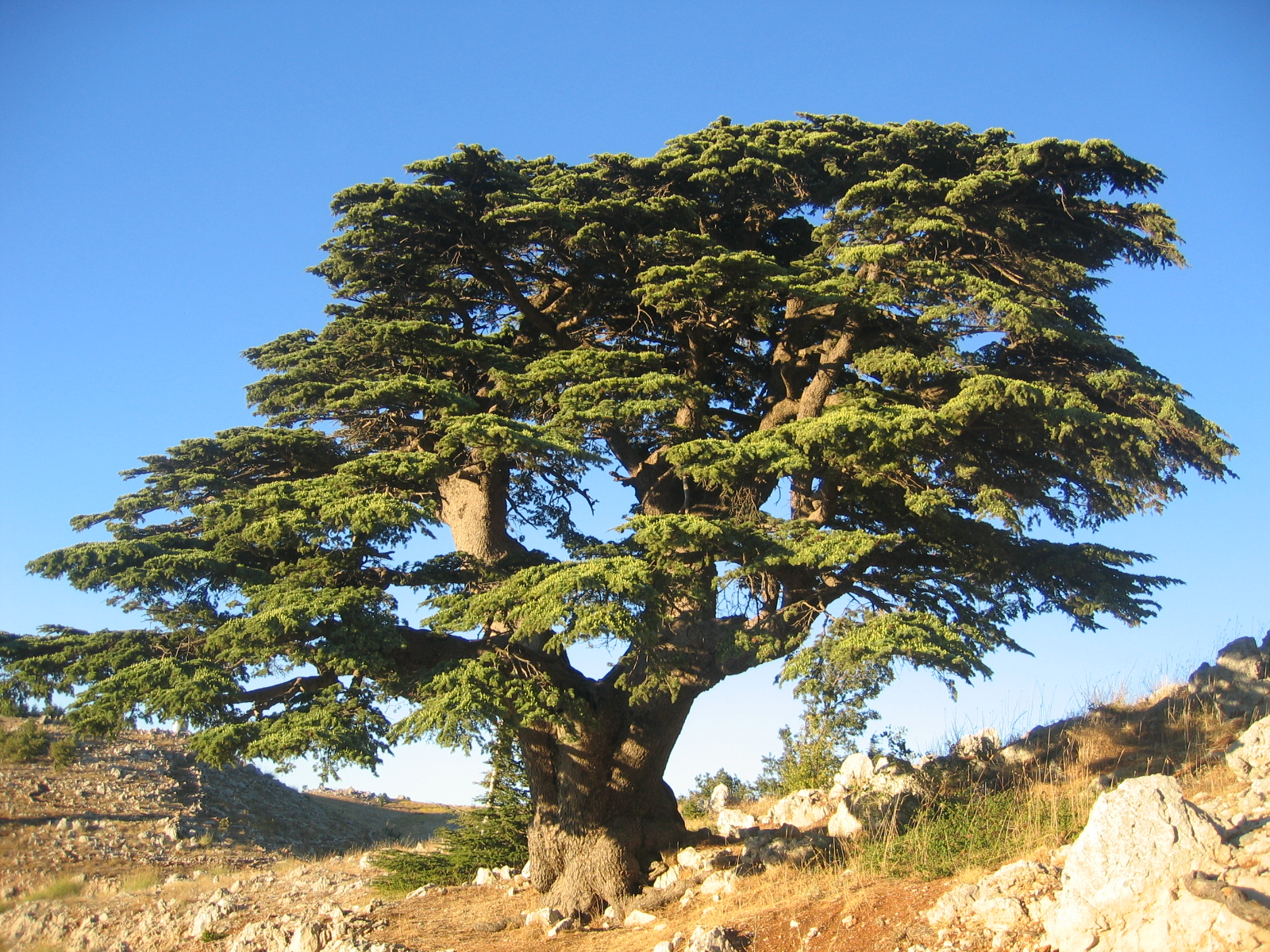
Кедр ліванський
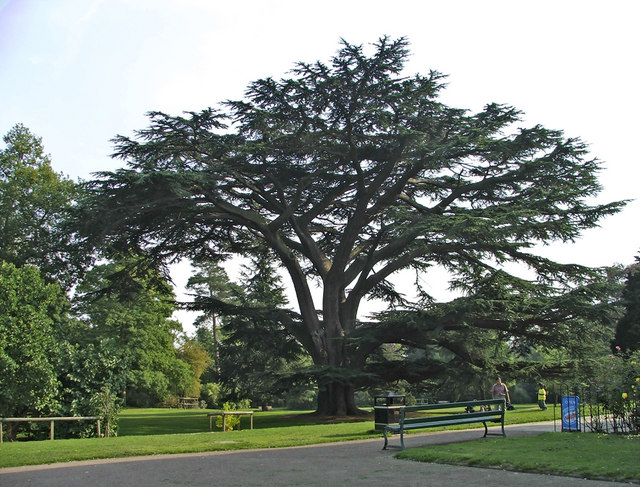
Кедр ліванський
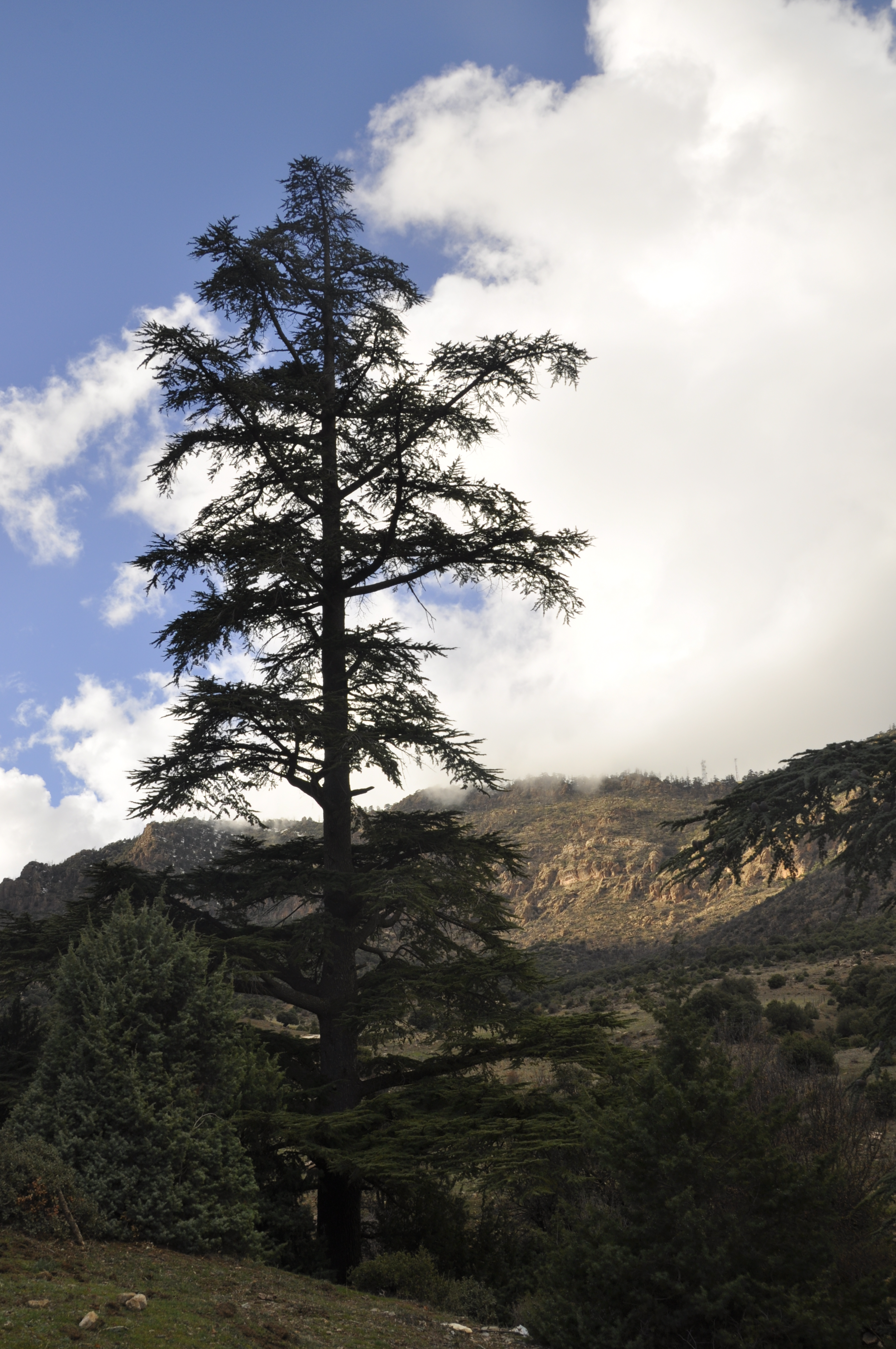
Кедр атласький
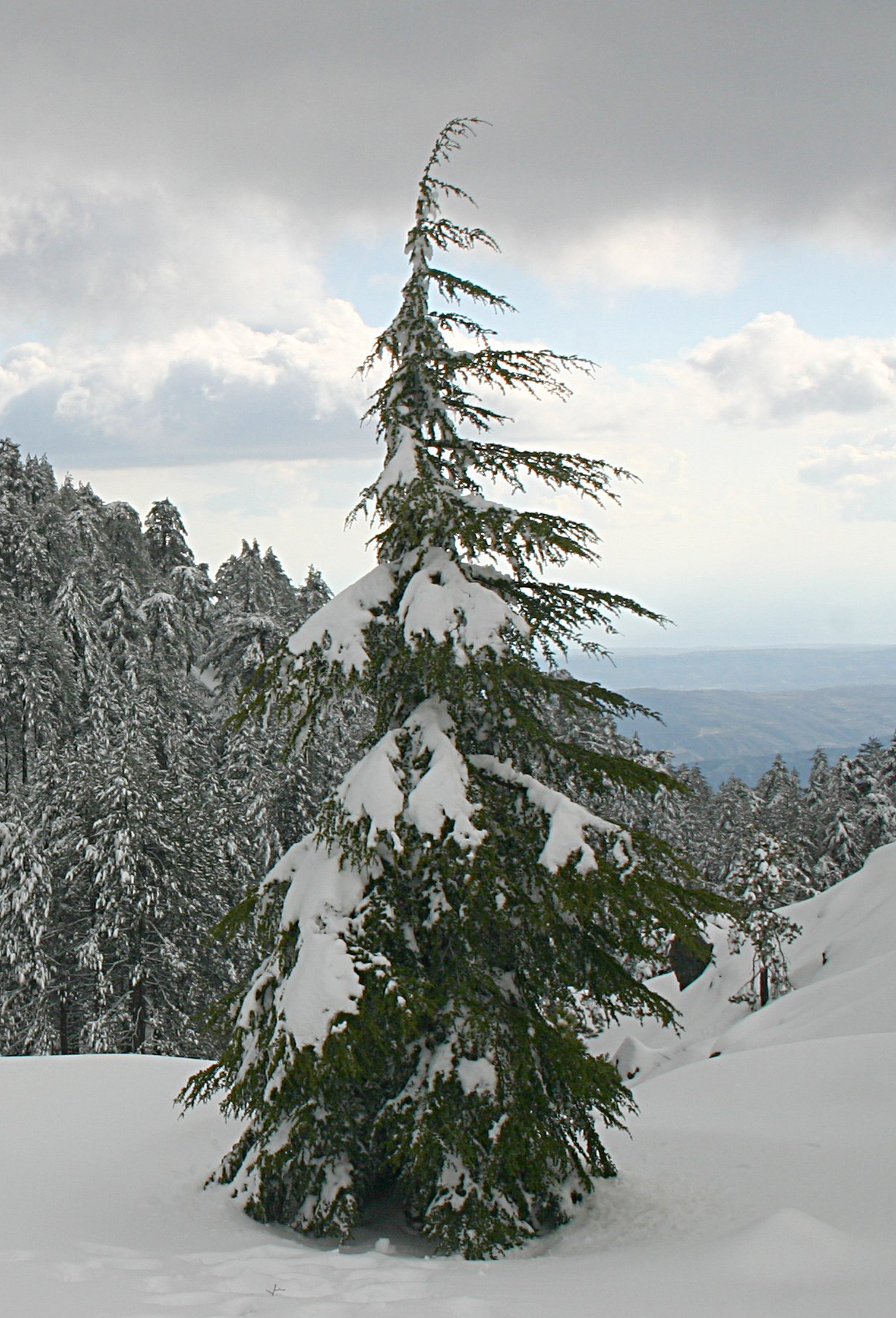
Кедр кіпрський